# Lista dos deputados federais de Santa Catarina - 48ª legislatura (1987 — 1991)
Lista dos deputados federais de Santa Catarina - 48ª legislatura (1987 — 1991).
| Nº | Deputado                   | Partido                                                                                                  |
| -- | -------------------------- | --- |
| 1  | Antônio Carlos Konder Reis | Partido Democrático Social (PDS)                                                                         |
| 2  | Artenir Werner             | Partido Democrático Social (PDS)                                                                         |
| 3  | Henrique Córdova           | Partido Democrático Social (PDS)                                                                         |
| 4  | Ruberval Pilotto           | Partido Democrático Social (PDS)                                                                         |
| 5  | Luiz Henrique da Silveira  | Partido do Movimento Democrático Brasileiro (PMDB)                                                       |
| 6  | Vilson Souza               | Partido do Movimento Democrático Brasileiro (PMDB)                                                       |
| 7  | Alexandre Passos Puzyna    | Partido do Movimento Democrático Brasileiro (PMDB)                                                       |
| 8  | Eduardo Pinho Moreira      | Partido do Movimento Democrático Brasileiro (PMDB)                                                       |
| 9  | Paulo Macarini             | Partido do Movimento Democrático Brasileiro (PMDB)                                                       |
| 10 | Renato de Mello Vianna     | Partido do Movimento Democrático Brasileiro (PMDB)                                                       |
| 11 | Francisco Küster           | Partido do Movimento Democrático Brasileiro (PMDB)                                                       |
| 12 | Walmor de Luca             | Partido do Movimento Democrático Brasileiro (PMDB)                                                       |
| 13 | Ivo Vanderlinde            | Partido do Movimento Democrático Brasileiro (PMDB)                                                       |
| 14 | Victor Fontana             | Partido da Frente Liberal (PFL) - Partido Democrata Cristão (PDC) - Partido Trabalhista Brasileiro (PTB) |
| 15 | Orlando Camilo Pacheco     | Partido da Frente Liberal (PFL) - Partido Democrata Cristão (PDC) - Partido Trabalhista Brasileiro (PTB) |
| 16 | Cláudio Ávila da Silva     | Partido da Frente Liberal (PFL) - Partido Democrata Cristão (PDC) - Partido Trabalhista Brasileiro (PTB) |